# Aleksandar Vučić
Aleksandar Vučić (Servisch: Александар Вучић) (Belgrado, 5 maart 1970) is een Servisch politicus en de leider van Srpska Napredna Stranka (de Servische Progressieve Partij). Sinds 2017 is hij de president van Servië. Daarvoor was hij tussen 2014 en 2017 premier onder president Tomislav Nikolić.

## Loopbaan
Vučić studeerde rechten aan de Universiteit van Belgrado. In 1993 trad hij toe tot de Servische Radicale Partij (SRS), in datzelfde jaar werd hij in het Servische parlement gekozen. Tijdens de Joegoslavische Burgeroorlog verklaarde hij in het parlement, enkele dagen na de genocidaire moorden in Srebrenica: "Dood één Serviër en we zullen honderd moslims doden". In 1998 werd hij minister van Informatie, en voerde hij onder het bewind van Slobodan Milošević in dat kritische journalisten boetes konden krijgen en buitenlandse televisiestations geweerd konden worden. In 2014 gaf hij toe in die tijd politieke fouten te hebben gemaakt.
In september 2008 ontstond een breuk in de Servische Radicale Partij, toen Tomislav Nikolić opstapte na een meningsverschil met leider Vojislav Šešelj over de pro-Europese koers van de partij. Nikolić scheidde zich af en richtte de Servische Progressieve Partij (SNS) op, waarbij hij steun kreeg van meerdere partijleden onder wie Vučić. Vučić, een van de populairste leden van de SRS, werd meteen benoemd tot vicepresident van de nieuwe partij.
Bij de parlementsverkiezingen van 2012 boekte de SNS een grote winst, waardoor Nikolić president van Servië werd. Het leiderschap van de partij werd hierbij doorgegeven aan Vučić. Ook werd Vučić vicepremier in de regering van Ivica Dačić en was hij van juli 2012 tot september 2013 minister van Defensie. Bij de parlementsverkiezingen van 2014 leidde Vučić de SNS naar een grote overwinning, waarbij de partij 158 van de 250 zetels in handen kreeg. Hij vormde een coalitie met de Socialistische Partij van Dačić en nam van hem het premierschap over.

### Premierschap
Vučić beschouwt de bestrijding van corruptie en criminaliteit in Servië als een van zijn voornaamste doelen. Ook zet hij zich in voor het Servische lidmaatschap van de EU. Hij kreeg echter veel kritiek toen hij de Europese sancties tegen Rusland, ingesteld vanwege de annexatie van de Krim, weigerde te steunen. Hij benadrukte de warme banden tussen Servië en Rusland en verklaarde de economische en militaire samenwerking met Rusland te willen verstevigen. In 2015 raakte de Servische regering in conflict met Kroatië, dat de grens tussen beide landen sloot vanwege de Europese vluchtelingencrisis. Vučić dreigde hierop met maatregelen tegen Kroatië op politiek en economisch vlak. Hij wees erop dat Servië, in tegenstelling tot sommige EU-landen, wel voldoet aan de waarden van de Europese Unie, dat het geen hekken bouwt en grote aantallen vluchtelingen opvangt. De ruzie werd met bemiddeling van de EU opgelost, maar enkele maanden later blokkeerde Kroatië tijdelijk de voortgang van het Servische integratieproces in de EU.
In 2015 werd Vučić door de Bosnische overheid uitgenodigd de jaarlijkse herdenking in Srebrenica bij te wonen. Hoewel Vučić in het verleden regelmatig is opgekomen voor generaal Ratko Mladić, nam hij in 2010 publiekelijk afstand van de genocide en verklaarde hij zich beschaamd te voelen door de Servische daders. Tijdens zijn bezoek aan Srebrenica werd Vučić door een deel van de omstanders met stenen en flessen bekogeld en moest hij vluchten.
In 2016 werden in Servië vervroegde parlementsverkiezingen uitgeschreven. De door Vučić geleide alliantie verloor 39 zetels, maar behield wel een meerderheid in het parlement.

### Presidentschap
Bij de Servische presidentsverkiezingen in april 2017 stelde president Nikolić zich niet herkiesbaar voor een tweede termijn. In zijn plaats stelde premier Vučić zich kandidaat. Vučić verwierf al in de eerste ronde een meerderheid van 55%, waardoor een tweede ronde overbodig werd. Hij werd op 31 mei 2017 ingezworen als president en liet blijken de politieke hervormingen en pro-Europese koers van Nikolić te willen voortzetten. Ook verklaarde hij de samenwerking met zowel de NAVO als Rusland in stand te zullen houden.
De onafhankelijke Ana Brnabić werd door Vučić naar voren geschoven om het premierschap over te nemen. Brnabić, die openlijk lesbisch is, werd hiermee de eerste vrouwelijke premier in de geschiedenis van Servië.
Tijdens zijn presidentschap is Servië sterk gedaald op de democratie-index en is de persvrijheid in het geding gekomen. Veel betogers zien Vučić als een autoritaire leider die regelmatig buiten zijn bevoegdheden treedt. Zijn regering wordt tevens beschuldigd van corruptie, nepotisme, particratie, seksschandalen en het verspreiden van propaganda en nepnieuws. In november 2018 werd een vooraanstaand oppositielid, Borko Stefanović, aangevallen en mishandeld tijdens een bijeenkomst in Kruševac. Zijn bebloede hemd groeide uit tot een symbool tijdens de protesten tegen Vučić, die verantwoordelijk wordt gehouden voor het heersende klimaat waarin onafhankelijke journalisten, oppositieleden en klokkenluiders al langer gecensureerd en (fysiek) geïntimideerd worden. Ook de onopgeloste moord op de Kosovaars-Servische oppositieleider Oliver Ivanović in januari 2018 wordt aan deze tendens toegeschreven, met name vanwege de lastercampagne die de regeringspartijen tegen hem gevoerd hadden.
De demonstraties breidden zich vanuit de hoofdstad Belgrado uit naar steden in het hele land en groeiden uit tot de grootste anti-regeringsprotesten in Servië sinds de val van het Milošević-regime in 2000. Sommige demonstranten riepen om het aftreden van Vučić of pleitten ten minste voor een overgangsperiode waarin nieuwe verkiezingen konden worden voorbereid. Vučić noemde de betogers echter fascisten en hooligans en was niet bereid een compromis met hen te sluiten.

#### Coronacrisis en verkiezingen
De protesten tegen Vučić werden in maart 2020 opgeschort vanwege de uitbraak van de coronaviruspandemie en de daarop ingestelde lockdown. In aanloop naar de parlementsverkiezingen, die aanvankelijk in april hadden moeten plaatsvinden maar uitgesteld waren naar 21 juni, werden de maatregelen desondanks weer versoepeld zodat door partijen campagne gevoerd kon worden. Door veel oppositiepartijen, waaronder de coalitie Alliantie voor Servië, werden deze verkiezingen echter geboycot, omdat er geen garanties waren dat zij vrij en eerlijk zouden verlopen. Eerdere bemiddelingspogingen van David McAllister namens het Europees Parlement haalden wat dat betreft niets uit.
Bij de verkiezingen daagde minder dan de helft van de kiezers op, de laagste opkomst sinds de oprichting van het meerpartijenstelsel in 1990. De door de SNS geleide coalitie kreeg ruim 60% van de stemmen en bemachtigde daarmee een grote parlementaire meerderheid. Waarnemers verklaarden dat de verkiezingen vrij waren verlopen, maar tekenden daarbij aan dat het democratische gehalte minimaal was en er enkele onregelmatigheden geconstateerd waren. Sommige critici noemden de uitslag frauduleus.
Tijdens de verkiezingsperiode steeg het aantal geïnfecteerden met het coronavirus in Servië zodanig, dat Vučić op 7 juli 2020 een herinvoering van de lockdownmaatregelen aankondigde. Opnieuw laaiden de demonstraties tegen zijn regering in alle hevigheid op; de gunstige besmettings- en sterftecijfers waarop de eerdere versoepelingen waren gebaseerd, zouden volgens de manifestanten gemanipuleerd zijn, enkel om de verkiezingen mogelijk te maken waardoor de president zijn macht kon verstevigen. Zelf ontkende Vučić dit. Nog dezelfde avond werd het parlementsgebouw in Belgrado bestormd door honderden demonstranten. Sommigen insinueerden dat het hier in werkelijkheid om sympathisanten van de regering ging, die tussen hun (vreedzame) tegenstanders infiltreerden om hen zo in een kwaad daglicht te kunnen zetten. Het kwam tot een gewelddadig treffen met de politie, die er uiteindelijk in slaagde het gebouw te ontruimen. Ook de dagen hierna bleef het onrustig in de hoofdstad, net als in andere Servische steden als Novi Sad en Niš. Op 9 juli trok Vučić de lockdownmaatregelen onder hevige druk weer in.

#### Dag van de eenheid en de vlag
In augustus 2020 kondigde Vučić een nieuwe Servische feestdag aan: de "Dag van de eenheid en de vlag". Deze zou in en buiten Servië worden gevierd door alle Serviërs op 16 september. In 2020 kwam daar nog niet zoveel van door COVID-pandemie, maar in 2021 vonden overal manifestaties plaats met veel nationalistische retoriek en gezwaai met vlaggen. De Servische minderheden in de buurlanden lieten zich daarbij niet onbetuigd.

Op de regeringen van die landen kwam dit gedrag bedreigend over en bijvoorbeeld de Kroatische president Milanovic herinnerde aan de Servische provocaties die indertijd hadden geleid tot de Joegoslavische Burgeroorlog.

#### Spanningen met Kosovo
Vanaf 2021 laaiden de spanningen tussen Servië en Kosovo opnieuw op vanwege een geschil over kentekenplaten. De Europese Unie probeerde te bemiddelen om de onrust tot bedaren te brengen. In december 2022 bracht Servië zijn leger in de hoogste staat van paraatheid, waarbij president Vučić de opdracht gaf om "alles te doen wat nodig is om het Servische volk in Kosovo te beschermen". Langs de grens werden blokkades opgezet. Uiteindelijk greep de KFOR in.
Bij de Servische verkiezingen van 2022 werd Vučić met overmacht herkozen voor een tweede ambtstermijn als president. Al direct in de eerste ronde vergaarde hij 60% van de stemmen.